# Болдвін (Флорида)
Болдвін (англ. Baldwin) — місто (англ. town) в США, в окрузі Дювал штату Флорида. Населення — 1396 осіб (2020).

## Географія
Болдвін розташований за координатами 30°18′18″ пн. ш. 81°58′26″ зх. д. / 30.30500° пн. ш. 81.97389° зх. д. (30.304950, -81.973939).  За даними Бюро перепису населення США в 2010 році місто мало площу 5,27 км², з яких 5,26 км² — суходіл та 0,01 км² — водойми.

## Демографія
Згідно з переписом 2010 року, у місті мешкало 1425 осіб у 588 домогосподарствах у складі 380 родин. Густота населення становила 271 особа/км².  Було 664 помешкання (126/км²).
Расовий склад населення:
| - 73,7 % — білих - 21,9 % — чорних або афроамериканців - 0,3 % — азіатів - 0,2 % — корінних американців |

До двох чи більше рас належало 3,5 %. Частка іспаномовних становила 2,2 % від усіх жителів.
За віковим діапазоном населення розподілялося таким чином: 23,7 % — особи молодші 18 років, 61,8 % — особи у віці 18—64 років, 14,5 % — особи у віці 65 років та старші. Медіана віку мешканця становила 37,2 року. На 100 осіб жіночої статі у місті припадало 82,5 чоловіків;  на 100 жінок у віці від 18 років та старших — 78,8 чоловіків також старших 18 років.
Середній дохід на одне домашнє господарство  становив 44 651 долар США (медіана — 38 105), а середній дохід на одну сім'ю — 47 709 доларів (медіана — 39 569). Медіана доходів становила 38 182 долари для чоловіків та 26 458 доларів для жінок. За межею бідності перебувало 23,1 % осіб, у тому числі 35,0 % дітей у віці до 18 років та 24,0 % осіб у віці 65 років та старших.
Цивільне працевлаштоване населення становило 710 осіб. Основні галузі зайнятості: освіта, охорона здоров'я та соціальна допомога — 17,9 %, мистецтво, розваги та відпочинок — 13,5 %, науковці, спеціалісти, менеджери — 13,0 %.